# Kalkmarsch

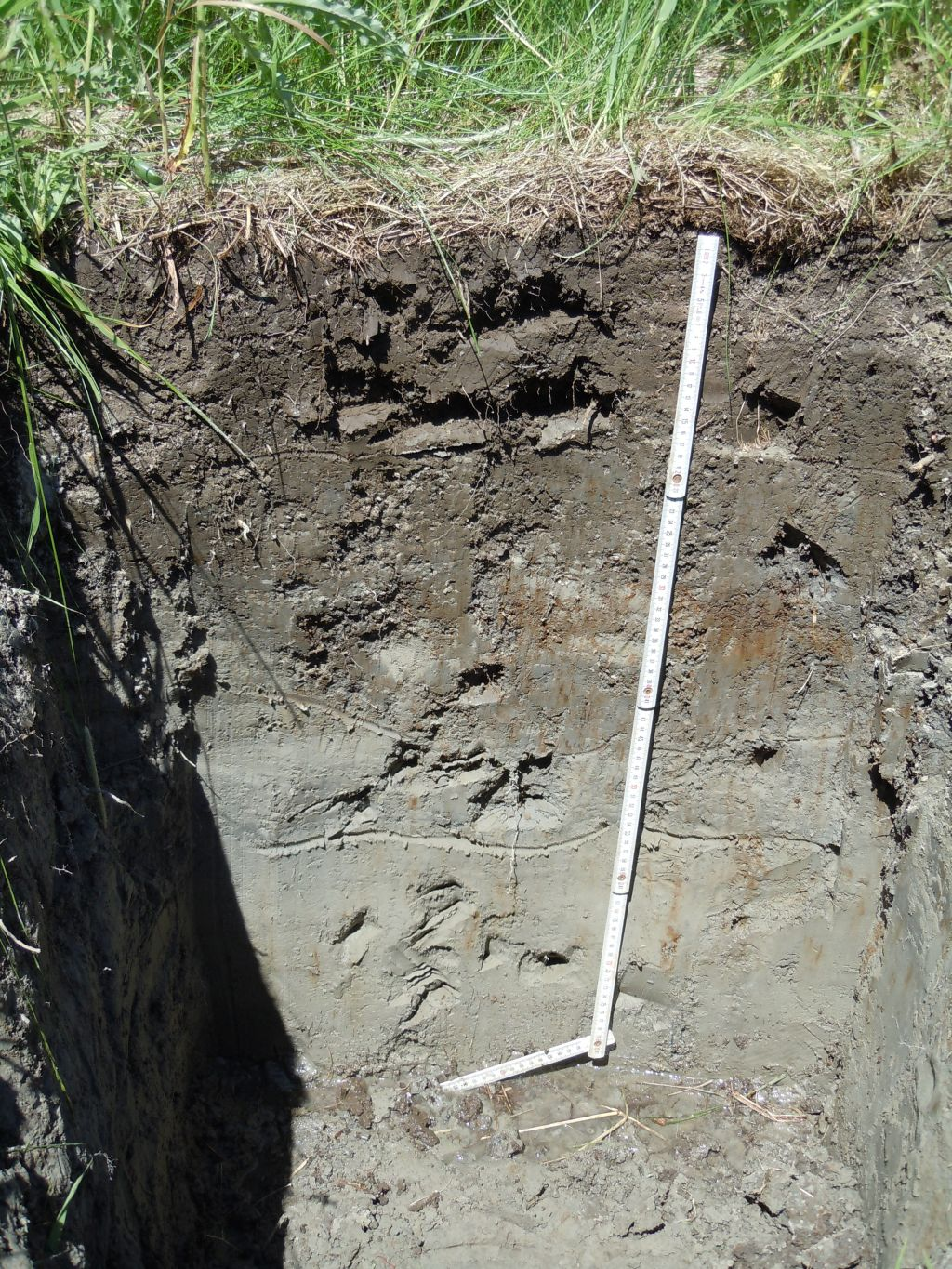
Kalkmarsch

Die Kalkmarsch ist ein Bodentyp der deutschen Bodensystematik. Kalkmarschen gehören zur Jungmarsch und entstehen aus holozänen Meeresablagerungen. Kalkmarschen besitzen einen hohen Kalkgehalt, welcher sie zu einem geeigneten Lebensraum für Regenwürmer macht. Entwässert bringen sie höchste Erträge. Dieser Boden ist charakteristisch für die Marschgebiete der deutschen Nordseeküstenregion. In der Bodensystematik werden sie mit MC abgekürzt und gehören in der Abteilung der semiterrestrischen Böden zur Klasse M (Marschen).
Die Kalkmarsch war der Boden des Jahres 2009.

## Entstehung und Verbreitung
Die Entwicklung einer Marsch folgt einem zeitlichen Verlauf über mehrere Stadien. Das Ausgangsmaterial der Bodenbildung entsteht durch Sedimentation im Watt, die in der Summe bei der zweimal täglichen Überschwemmung die Erosion überwiegt. Wächst das Watt auf eine Höhe, welche vom Tidenhub nicht mehr regelmäßig erreicht wird, beginnt die Bodenbildung der Marsch. Nach dem Zwischenstadium der Rohmarsch, die noch episodisch überflutet wird, folgen die nur noch in Ausnahmefällen vom Meer erreichten und in der Regel eingedeichten Jungmarschen. Durch die nach der Eindeichung durchgeführte Entwässerung, die zur Nutzbarmachung notwendig ist, kommt es zur Sackungsverdichtung, so dass die Landoberfläche in der Regel unter dem Niveau des Tidehochwassers liegt und dauernder, aktiver Entwässerung bedarf. Durch die Niederschläge werden die leicht löslichen Salze schnell ausgewaschen, so dass sich mit Gefügebildung, Sulfidoxidation und Humusanreicherung ein gut entwickelter, aber noch nicht entkalkter Boden entsteht: Die Kalkmarsch. Mit der Zeit entwickelt sie sich zur Kleimarsch weiter. Auf die Jungmarschen folgen im zeitlichen Verlauf die Altmarschen.
Kalkmarschen weisen ein maximales Alter von etwa 300 Jahren auf, bevor sie zur Kleimarsch werden. Es muss beachtet werden, dass dieser Bodentyp große Teile seiner Fläche in Deutschland der aktiven Landgewinnung der Küstenbewohner in den letzten Jahrhunderten verdankt. Aus Kosten- wie aus Naturschutzgründen – die Rohmarschen mit ihrer typischen Vegetation (Salzwiese) stehen unter strengem Naturschutz – werden seit den 1980er Jahren keine Eindeichungen mehr vorgenommen. Da – insbesondere wegen des langfristig steigenden Meeresspiegels – keine neuen Jungmarschen natürlich gebildet werden, ist in den nächsten Jahrhunderten eine Flächenabnahme dieses Bodentyps zu erwarten.
Die weltweiten Flächen des Marschlands sind eher gering. Eines der größten zusammenhängenden Gebiete erstreckt sich in Mitteleuropa entlang der Nordseeküste von Dänemark bis Belgien und auch an der südöstlichen Küste der britischen Inseln.

## Horizontfolge
Eine Jungmarsch ist in der KA5 als Kalkmarsch definiert, wenn in den obersten 40 cm des Bodens freier Kalk nachweisbar ist (Knackgeräusche oder Bläschenbildung nach Zugabe von Salzsäure). Ebenfalls in den ersten 40 cm muss der Grundwassereinfluss beginnen. Unter dem Oberbodenhorizont (A-Horizont) liegt ein nur zeitweise Grundwasser-erfüllter Horizont (Go), darunter ein dauernd grundwasserbeeinflusster Horizont (Gr-Horizont).
Das ergibt die typische Bodenhorizontfolge (e)Ah/eGo/(z)eGr. Übergänge zwischen Go und Gr sind möglich (Gor bzw. Gro).
- Das 'e' steht für mergelig und deutet auf den Kalkanteil durch Muschelschalen hin, der im Oberboden bereits stark abgenommen haben kann.
- Das 'z' bedeutet salzhaltig. Wegen der Aussüßung ist Salz auf tiefere Horizonte beschränkt. Es liegt nur in marinen Kalkmarschen vor (siehe Subtypen).
- Ap bzw. Ah – Der Oberboden ist durch eine braun-schwarze Färbung gekennzeichnet. Der oft feinsandig-schluffige Lehm dieses Horizonts ist gut durchwurzelbar, stark belebt und besitzt eine mittlere Humosität. Er ist ausgesüßt, belüftet und hat ein stabiles Gefüge.[5] Ah-Horizonte ('A' – Oberboden; 'h' – humos) sind selten, da Kalkmarschen praktisch ausnahmslos landwirtschaftlich genutzt werden. In der Regel kann von einem Ap ('A' – Oberboden; 'p' – gepflügt) ausgegangen werden. Die Mächtigkeit des Horizonts beträgt wegen der Pflugtiefe etwa 30 cm.
- Go – Unter dem belüfteten Oberboden folgt ein vom Grundwasser beeinflusster G-Horizont, in dem allerdings Oxidationsprozesse vorherrschen ('o' – oxidativ). In ihm laufen Prozesse der Vergleyung ab. Er weist rotbraune Rostflecken auf und muss in den obersten 40 cm beginnen.[5]
- Gr – Bis zum pleistozänen Untergrund schließt sich ein weiterer grundwasserbeeinflusster Horizont an, in dem reduktive Prozesse ('r') dominieren. Die dunkle, nahezu schwarze Farbe entsteht durch das hier noch in großen Mengen vorliegende Eisensulfid.[5]

Subtypen
Das Wasser, das im Boden schwankt, kann Salz-, Süß- oder auch Brackwasser sein. Letzteres ist in Ästuaren häufig der Fall. In der deutschen Bodensystematik werden drei Subtypen unterschieden:
- Normkalkmarsch: tm(e)Ah… 'tm' steht für tidal-marin. Die Sedimente werden im Tidebereich des Meeres abgelagert (Typische Kalkmarsch; Seemarsch).
- Brackkalkmarsch: tb(e)Ah… 'tb' steht für tidal-brackisch. Die Sedimente werden in bei Flut salzwaserbeeinflussten, bei Ebbe süßwasserbeeinflussten abgesetzt.
- Flusskalkmarsch: tp(e)Ah… 'tp' steht für perimarin (tidal-fluviatil). Die Sedimente stammen aus dem bei Flut aufgestauten Wasser eines Flusses.

In der internationalen Bodenklassifikation World Reference Base for Soil Resources (WRB) werden Marschen nicht als eigene Gruppe geführt. Sie gehören dort zu anderen wasserbeeinflussten Bodengruppen. Die Kalkmarschen gehören überwiegend zu den Gleysolen und sind durch den Principal Qualifier Calcaric näher gekennzeichnet.

## Eigenschaften
Im Wesentlichen sind die vom Meer angespülten litoralen Sedimente entscheidend für die charakteristischen Eigenschaften der Kalkmarsch. Die Sedimentpakete aus Schlick reichen bis zum pleistozänen Untergrund in vielen Metern Tiefe. Nach der Eindeichung kommt es rasch zum Stadium der Kalkmarsch. Die einst hohen Salzfrachten sind durch Niederschläge ausgewaschen (Aussüßung). Wegen der Küstennähe kommt es aber über Gischt und Meerwind zur kontinuierlichen, geringen Salzzufuhr (ca. 200 kg/ha a).
Durch die bodenbildenden Prozesse ist ein lockeres, stabiles Krümelgefüge entstanden, das leicht zu bearbeiten ist. Die Bodenarten sind mehr oder weniger schluffreich. Ein wesentliches Erbe des Meeres ist der hohe Kalkgehalt durch zerriebene Muschelschalen. Deshalb weist der Boden relativ hohe pH-Werte im leicht sauren bis neutralen Bereich auf. Als Humus bildet sich bei diesen Bedingungen leicht abbaubarer Mull (Humusform).
Der gesamte Bodenkörper enthält große Mengen leicht zersetzbarer organischer Substanz aus den ehemaligen Gezeitenströmen. Dieses Substrat stellt ein optimales Habitat für Bodenlebewesen wie tiefgrabende Regenwürmer (z. B. Lumbricus terrestris) dar. Die Böden der Kalkmarschen sind stark belebt und unterliegen einer hohen biologischen Durchmischung (Bioturbation). Der Bodenkörper wird noch von feinen Sturmflutschichten durchzogen, die allerdings durch die Bioturbation zunehmend unkenntlich werden.
Durch die Belüftung infolge der Entwässerung nimmt der ehemals sehr geringmächtige sauerstoffhaltige Oxidationsbereich (Go) in dem Maße zu, wie der dauernd nasse Reduktionsbereich (Gr) absinkt. Die im Watt in großen Mengen gebildeten schwarzen Eisensulfide werden unter Einfluss von Sauerstoff rasch oxidiert. Im A- und Go-Horizont sind sie deshalb nicht mehr nachweisbar. Durch die Oxidation der Schwefelverbindungen sinkt aber der pH-Wert ab, so dass es zu intensiver Kalklösung und Calciumionen-Auswaschung kommt (Schwefeldynamik der Marschen).
Zusammenfassend basiert die hohe Fruchtbarkeit der Kalkmarschen auf folgenden Parametern:
- Viel pflanzenverfügbares Wasser (nutzbare Feldkapazität)
- Hohe Kationenaustauschkapazität
- Hohe Basensättigung (Kalkreichtum)
- Günstige pH-Werte
- Hohe Humusgehalte und Bodenaktivität
- Hohe Nährstofffreisetzung (Mineralisation)
- Lockeres Gefüge

## Nutzung
In erst kurzzeitig eingedeichten Kögen wird die Jungmarsch noch als Weideland genutzt. Dieser Zustand wurde aber in der Vergangenheit wegen der extrem hohen Bodenfruchtbarkeit möglichst schnell durch Drainagen und Eindeichung verändert. Eine Entwässerung kann durch Gräben stattfinden, heute werden Rohrentwässerungen genutzt. Sobald der Boden stark genug entwässert ist, wird die Nutzbarkeit erhöht. Kalkmarschen werden, wann immer es möglich ist, intensiv landwirtschaftlich genutzt. Die Erträge der Kalkmarsch sind sehr gut, da die Vegetation gut wurzeln kann und die Umsetzung des organischen Materials im Boden die Pflanzen mit Nährstoffen versorgt. Dies ist der Grund für den historischen Reichtum der Marschbauern. Wald siedelt sich nicht an, da verbreitete Baumarten salzempfindlich sind. Die Kalkmarschen an der Nordseeküste weisen höchste Bodenwertzahlen bis über 100 auf, ähnlich hoch wie die der Schwarzerden in den Bördelandschaften. Die durchschnittliche Bewertung liegt bei etwa 85 Bodenpunkten. Typische Kulturen sind Weizen oder Kohl (Dithmarschen).